# Seria (biologia)

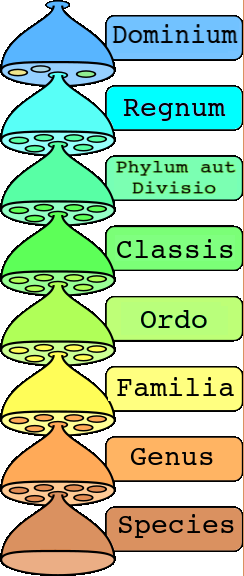
Podstawowe kategorie systematyczne w hierarchicznym systemie klasyfikacji biologicznej. Kategorie pomocnicze nie zostały pokazane.

Seria (series) – jedna z kategorii pomocniczych stosowanych w klasyfikacji organizmów. W botanice ma rangę niższą od rodzaju (genus) i sekcji (sectio), a wyższą od gatunku (species). W szerszym znaczeniu stosowana jest dla oznaczenia grupy taksonów bez ściśle zdefiniowanej rangi, podobnie jak "grupa", "dział" lub "sekcja".

## Pozycja taksonomiczna w botanice
- rodzaj (genus)
- sekcja (sectio)
- seria (series)
- gatunek (species)